# Sean Kingston
Kisean Jamal Anderson ismertebb nevén Sean Kingston (Miami, Florida, USA, 1990. február 3.) amerikai–jamaicai reggae-énekes.

## Karrierje
2007 májusában az Epic Records a Koch Recordsszal közösen kiadta első kislemezét a Beautiful Girlst. A dal alapjául Ben E. King Stand By Me című száma szolgált. A kislemez három héten át vezette az amerikai Billboard Hot 100-as listáját. A következő kislemez a Me Love a Led Zeppelin 1973-as Houses of the Holy albumáról a D'Yer Mak'er című dal feldolgozása, mellyel Kingston Ausztráliában kiütötte a listavezető helyről az akkor kilenc hete vezető Fergie Big Girls Don't Cry című számát.
Kingston közreműködött Gwen Stefani The Sweet Escape című kislemezén és fellépett Beyoncé egyik turnéján is. 2008-ban közreműködött Flo Rida Mail on Sunday című albumán.
2009 elején jelent meg második albuma Tomorrow címmel, melynek első kislemeze a Fire Burning lett.
2020-ban kiadta Trippie Redd-el A Red Beamet

## Diszkográfia

### Albumok
- 2007: Sean Kingston
- 2009: Tomorrow
- 2013: Back 2 Life

## Fordítás
Ez a szócikk részben vagy egészben  a   Sean Kingston című angol Wikipédia-szócikk fordításán alapul.  Az eredeti cikk szerkesztőit annak laptörténete sorolja fel. Ez a jelzés csupán a megfogalmazás eredetét és a szerzői jogokat jelzi, nem szolgál a cikkben szereplő információk forrásmegjelöléseként.

## További információ
- Hivatalos oldal
- Sean Kingston a PORT.hu-n (magyarul)
- Sean Kingston az Internet Movie Database-ben (angolul)
- Sean Kingston a Rotten Tomatoeson (angolul)
- Hivatalos honlap
- Hivatalos Twitter
- Hivatalos Myspace